# Alice Neel
Alice Neel, nascida em Merion Square, Gladwyne (Pensilvânia) em 28 de janeiro de 1900 e falecida em Nova York em 13 de outubro de 1984, é uma pintora figurativa norte-americana, feminista e libertária.
Ela se interessou, particularmente, em personagens à margem da sociedade americana devido ao seu género, orientação sexual, origens ou classe social.

## Biografia
Alice Neel, filha de George Washington Neel, um contador que trabalhava para a Ferrovia da Pensilvânia, e Alice Concross Hartley Neel,  é a quarta de cinco filhos, com três irmãos e uma irmã. Seu irmão mais velho, Hartley, morreu de difteria logo após seu nascimento. Quando contava com apenas oito anos, sua mãe teria lhe dito: “Não sei o que você pretende fazer no mundo, você é só uma menina”.
Em 1918, após os estudos secundários, prestou concurso público e obteve o cargo de secretária. Após três anos de trabalho, ela estudou arte de 1921 a 1925 na Philadelphia School of Design for Women.
Em seus trabalhos estudantis, ela rejeitou o impressionismo, o estilo popular da época, e se interessou pela Escola Ashcan, o estilo realismo. É possível ver a influência de uma das principais figuras desta escolla, Robert Henri, que também lecionou na Escola da Filadélfia. Em 1924, ela conheceu um pintor cubano chamado Carlos Enríquez Gómez. Eles se casaram e se estabeleceram em Havana. Na ilha, ela conheceu a nascente vanguarda cubana, jovens escritores, artistas e músicos. Em março de 1927, ela expôs com Carlos Enríquez Gómez no 12º Salon des Bellas Artes. Em 26 de dezembro de 1926, ela deu à luz em Havana, a Santillana, que morreu na infância.
Em 1927, o casal mudou-se para Nova York. O trauma causado pela morte de Santillana permeia o conteúdo de suas pinturas. Em 24 de novembro de 1928, Alice Neel deu à luz Isabella Lillian (chamada Isabetta) na cidade de Nova York. Na primavera de 1930, seu marido a deixou, voltou a morar em Cuba, levando consigo sua filha Isabetta, cuja educação confiou às irmãs.
Alice Neel afunda em depressão e é hospitalizada e tenta cometer suicídio. Em 1931, sem dinheiro e em uma situação difícil, ela voltou a morar com os pais em Colwyn e trabalhou no estúdio de Ethel Ashton (1896-1975) e Rhoda Meyers, duas amigas que conheceu na Philadelphia School of Design for Women. Ela pinta um retrato de cada uma delas. Esses retratos estão imbuídos de expressionismo. Ela questiona os estereótipos das mulheres. Os corpos são deformados, distorcidos. Eles não são feitos para agradar. Eles causam ansiedade, medo e desconforto no espectador. O retrato de Ethel Ashton pintado em 1930 é mantido no Tate Modern, em Londres. Ela diz sobre esta obra: "Posso garantir que não havia ninguém no país que fizesse nus assim. E também, é ótimo para o movimento de libertação das mulheres. Ela quase se desculpa por viver".
Alice Neel voltou para Nova York, para Greenwich Village. Ela pintou cenas urbanas para a Works Progress Administration e começou a fazer seu nome como artista. Foi nessa época que ela conviveu com simpatizantes do Partido Comunista dos Estados Unidos.
Em 1938, ela se mudou para o East Harlem. Ela retrata o povo porto-riquenho. Suas pinturas refletem seus compromissos de questionar o papel tradicional da mulher, que ela retira das "esferas da feminilidade", rompendo com o olhar habitual dos artistas masculinos.